# Monark
Monark, coneguda també com a Cykelfabriken Monark AB i Monark AB, és un fabricant suec de bicicletes, ciclomotors i motocicletes, establert a Varberg (Halland) el 1908 per l'empresari Birger Svensson. A data de 2016, Monark es valorava en 11.500 milions de kr.

## Història

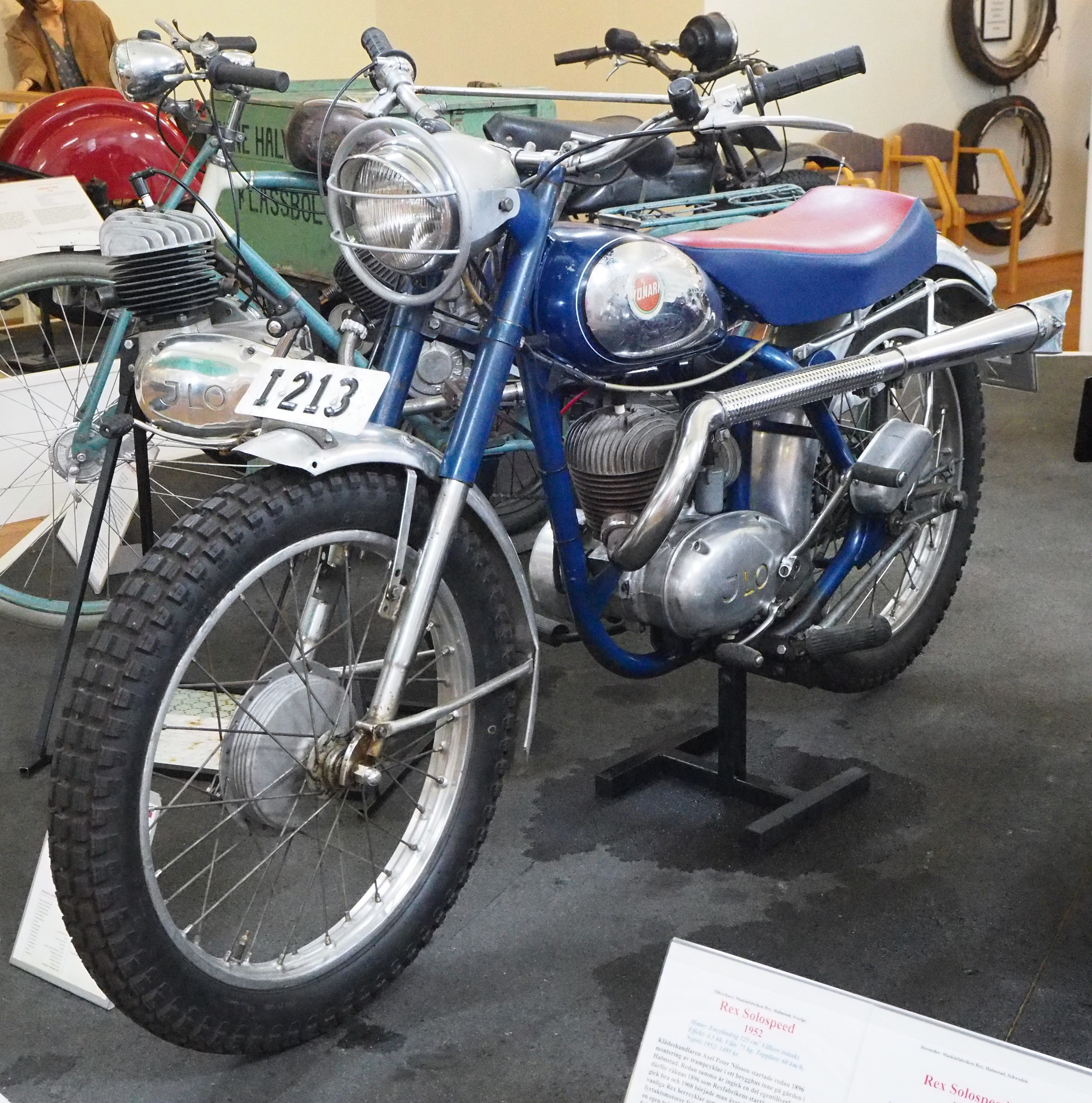
Una motocicleta Monark de mitjan dècada de 1950

Durant la dècada del 1950, Monark va obtenir un notable èxit en competicions de fora d'asfalt amb motocicletes derivades de la Monark-Albin, un model desenvolupat conjuntament amb Albin Motor durant la dècada del 1940 per a l'exèrcit suec (Albin hi aportà el motor i Monark, la resta de la moto). El 1954, Monark participà amb un equip oficial format per vuit pilots als Sis Dies Internacionals (ISDT), i tots vuit hi acabaren amb medalla d'or.
El 1959, Sten Lundin va guanyar el Campionat del Món de motocròs de 500cc amb la Monark. Quan Monark va abandonar les competicions, Lundin va rebatejar la seva moto com a Lito i hi va tornar a guanyar el campionat del món el 1961. Amb la Monark com a "Lito", Lundin fou també tercer al mundial el 1962, subcampió el 1963 i tercer el 1964.
El 1961, Monark es va fusionar amb Nymanbolagen, el fabricant de les bicicletes Crescent d'Uppsala, i ambdós van constituir Monark-Crescentbolagen o MCB. Monark és avui part de Cycleurope, dins el grup Grimaldi Industri AB. Monark també és una marca de bicicletes del Brasil, relacionada amb l'empresa original sueca Monark AB.
Cal no confondre Cykelfabriken Monark AB amb l'empresa nord-americana Monark-Silver King, Inc., de Chicago (anteriorment anomenada Monark Battery Company), que fabricà bicicletes clàssiques del 1934 al 1957. Tampoc no s'ha de confondre amb la Monarch Cycle Manufacturing Company, fundada per John William Kiser i activa de 1892 a 1899 a Chicago, Nova York, San Francisco i Toronto.

## Models actuals (bicicletes i escúters)

### Bicicletes elèctriques
Monark produeix l'Elcykel, una bicicleta elèctrica fabricada en alumini i amb el mateix sistema de motor incorporat que fa servir el servei de correus suec, Posten AB. Utilitza una bateria de liti de 10 Ah que permet un temps de funcionament llarg i una recàrrega ràpida i està equipada amb un Navgenerator, panys homologats i una peça d'eliminació dels immobilitzadors.
- ECO 1430 - Bicicleta elèctrica amb bastidor unisex d'alumini i motor elèctric Panasonic amb pedals assistits que permeten una pedalada ràpida i còmoda. Duu una bateria Li-ion de 10 Ah per a una recàrrega ràpida i de llarg abast.[9]

### Transporter
La Transporter és una bicicleta comercial de repartiment unisex d'acer que està equipada amb un portapaquets frontal resistent i un cavallet robust. Les llandes estan fabricades en acer inoxidable i duen radis reforçats. Està disponible amb canvi Shimano d'una o tres marxes. Totes les variants són de color negre.
- Work Bike - La Work Bike 450-453 és una bicicleta per a ús comercial que compleix els requisits d'alta visibilitat. Està equipada amb reflectors, color nítid de seguretat i components de qualitat. Disponible amb canvi d'una i tres marxes. És de color groc fluorescent i negre.
- Bayer - La Bayer és una bicicleta comercial senzilla i duradora que només es fabrica amb quadre de "pas a través". Disposa d'un portapaquets resistent frontal i un suport tipus reixeta al darrere.

### Truck
La Truck és una bicicleta comercial, popular a Dinamarca. El quadre és d'acer i duu portapaquets frontal i enllumenat per dinamo. Disponible amb una o tres marxes i només en color negre.

### Bicicleta militar
La bicicleta militar és una nova versió de la bicicleta militar sueca. Està disponible en versió masculina o femenina. Les llandes són d'acer inoxidable amb radis reforçats. Les bicicletes van equipades amb pany i enllumenat per dinamo. Només estan disponibles en vermell o verd, amb una o tres marxes.

### Biciclietes especialitzades
Monark produeix les següents bicicletes especialitzades:
- Tricicle amb dues rodes posteriors de 20 o 24 polzades.
- Tricicle amb dues rodes anteriors.
- Bicicleta tàndem de 3 o 7 marxes
- Tràiler

### Escúters
Monark produeix els següents escúters:
- Escúter 670
- Escúter 660
- Escúter de transport 634 amb un gran plataforma de transport frontal
- Escúter de tres rodes 624